# Mahmud Bahadur Khan
Sayyid Mahmud Bahadur Khan fou kan de Khivà (1856). Fou proclamat el 1856 a la mort de Kutlugh Muhammad Murad Bahadur Khan i era fill de Muhammad Rahim Bahadur Khan I i germà d'Allah Kuli Bahadur Khan.
El nou kan, que havia estat empresonat quan va intentar assassinar Abdullah Khan (1855), era addicte a l'opi i fou considerat incapacitat per governar. Al cap de pocs dies va haver d'abdicar en el seu germà petit Sayyid Muhammad Khan de 30 anys.